# Sörsjön (Ramsbergs socken, Västmanland)
Sörsjön är en sjö i Lindesbergs kommun i Västmanland och ingår i Norrströms huvudavrinningsområde. Sjön har en area på 1,98 kvadratkilometer och ligger 96 meter över havet. Sjön avvattnas av vattendraget Arbogaån.

## Delavrinningsområde
Sörsjön ingår i det delavrinningsområde (663044-146609) som SMHI kallar för Utloppet av Sörsjön. Medelhöjden är 171 meter över havet och ytan är 26,26 kvadratkilometer. Räknas de 36 avrinningsområdena uppströms in blir den ackumulerade arean 835,01 kvadratkilometer. Arbogaån som avvattnar avrinningsområdet har biflödesordning 2, vilket innebär att vattnet flödar genom totalt 2 vattendrag innan det når havet efter 239 kilometer. Avrinningsområdet består mestadels av skog (75 procent). Avrinningsområdet har 2,15 kvadratkilometer vattenytor vilket ger det en sjöprocent på 8,2 procent.